# Rabbi Meïr
Pour les articles homonymes, voir Meir.

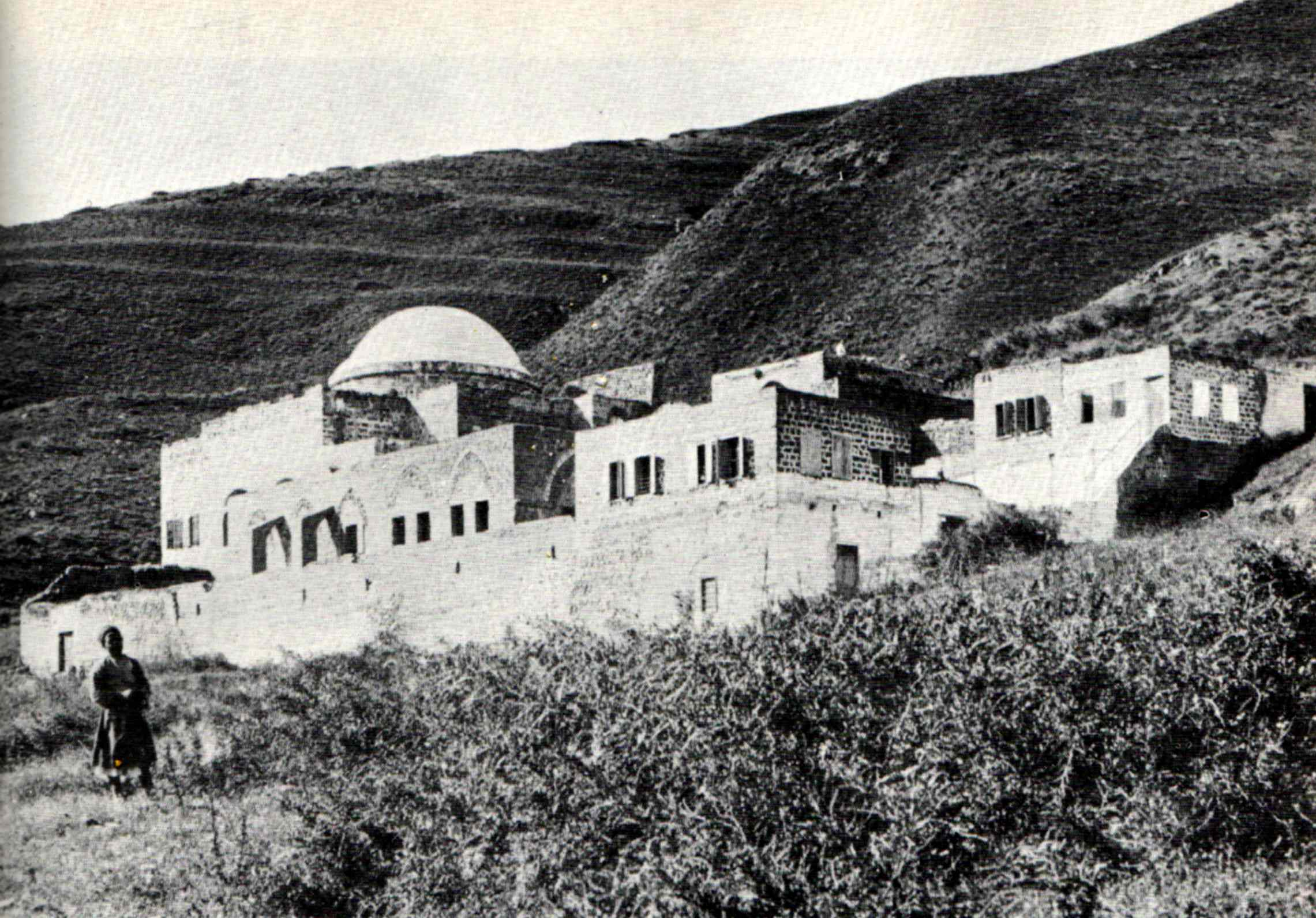
Synagogue sur le lieu de sépulture supposé de Rabbi Meïr, à Tibériade, en 1894

Rabbi Meïr (hébreu : רבי מאיר) est l’un des docteurs de la Mishna les plus éminents de la quatrième génération (IIe siècle).
Dispensateur de l’enseignement de Rabbi Akiva après la révolte de Bar Kohba, il se distingue par sa sagacité et serait l’originateur de l’ensemble des mishnayot compilées par son disciple, Rabbi Juda Hanassi. Il est également connu pour sa piété et serait pour beaucoup celui que l’on nomme Meïr baal Haness et avec lequel on le confond souvent.

## Éléments biographiques
Les origines de Rabbi Meïr sont obscures. Son nom véritable aurait été Nehoraï (ou, selon une autre version, Meyasha) et Meïr (« celui qui illumine ») n’aurait été qu’un surnom, également porté par Eléazar ben Arakh. Il serait originaire d’Asie Mineure et descendrait, selon une histoire talmudique, de l’empereur Néron, supposément converti au judaïsme après sa destitution (les rabbins semblent avoir trouvé naturel que Neron — qu’ils rapprochent de Ner, « la lampe » — engendre Meïr, « celui qui illumine »).
Conformément à l’une de ses maximes, le jeune Meïr étudie auprès de trois maîtres : il commence son parcours auprès de Rabbi Akiva mais, incapable de suivre son raisonnement, il continue son apprentissage chez Rabbi Ishmaël où il acquiert une connaissance approfondie de la Loi. Il suit également les leçons d’Elisha ben Avouya, demeurant attaché à lui après son apostasie (Elisha se repentira avant de mourir de maladie). Retourné chez son premier maître qui reconnaît rapidement ses capacités, il est promu Rabbi mais cette ordination n’est pas acceptée de tous, du fait du jeune âge de Meïr et devra être validée par Juda ben Baba.
Rabbi Meïr exerce la profession de scribe et prend pour épouse Brouria, fille de Rabbi Hanania ben Teradion. Il ne semble pas avoir été associé à la révolte de Bar Kokhba mais son beau-père est l’un des dix Sages mis à mort par l’empire romain pour avoir bravé leurs décrets. Peu après, il se rend à Rome, pour sauver sa belle-sœur de la maison close où elle est enfermée. Vêtu comme un riche Romain, Rabbi Meïr offre au gardien une somme d’argent conséquente dont une partie servira à apaiser les autorités ; comme le gardien s’inquiète de son devenir après que l’argent aura été épuisé, le Sage lui prescrit de dire Elaha deMeïr aneni (« Dieu de Meïr, réponds-moi ») en cas de besoin et, conclut le récit, ses promesses s’accomplissent. Peu après, Rabbi Meïr, recherché par le pouvoir, doit fuir en Babylonie avec sa femme
Après la mort de l’empereur Hadrien, les étudiants de Rabbi Akiva, parmi lesquels Rabbi Meïr, retournent en Judée puis à Oucha, en Galilée, où ils rétablissent le Sanhédrin, abandonné après que les Sages ont fui Yavné lors de la révolte de Bar Kokhba. Élevé peu après à la dignité de hakham par le Nassi Simon ben Gamaliel II, Rabbi Meïr prépare les sujets à discuter dans le Sanhédrin, établissant par ailleurs des académies à Beït Shéan, Emmaüs, etc. Lorsque le Nassi décide d’introduire diverses mesures pour abolir l’égalité existant jusque-là entre les membres du collège académique, Rabbi Meïr et Rabbi Nathan décident de le déposer en prouvant son incompétence par des questions hautement pointues. Expulsés, ils se font rapidement réadmettre car les questions qu’ils posent stimulent bien plus les étudiants que les sujets discutés dans le Sanhédrin ; toutefois, le Nassi exige que les opinions de Rabbi Meïr soient dorénavant introduites par la formule « d’autres disent ». Rabbi Meïr continue, contrairement à Rabbi Nathan, à défier le Nassi et finit par quitter le Sanhédrin. Il s’établit alors à Tibériade où il rencontre, selon la tradition, son ancien maître Elisha ben Avouya
La fin de sa vie est endeuillée par la perte en un jour de deux de ses fils bientôt suivie de celle de sa femme. Retourné en Asie Mineure, il y décède, en demandant à ses disciples de l’enterrer sur la côte faisant face à celle de la Judée, « afin que la mer qui lave la terre de mes pères touche aussi mes os. »

## Enseignements

### Halakha
Rabbi Meïr est l’une des autorités les plus souvent citées dans la littérature tannaïtique. Poursuivant les efforts de thématisation de la Loi orale entrepris par Rabbi Akiva, il transmet la plupart des lois compilées par son disciple Juda Hanassi dans la Mishna, d’où la règle stam matnitin - Rabbi Meïr (« une mishna anonyme, [c’est un enseignement de Rabbi Meïr »).
Il se montre fort prudent dans la déduction de lois par l’exégèse, considérant les règles herméneutiques de Rabbi Ishmaël comme peu fiables et celles de Rabbi Akiva à partir de juxtaposition de passages ou de détails typographiques comme infondées. La validité des lois devrait, selon lui, être mesurée à l’aune de la raison mais c’est paradoxalement du fait de sa puissance dialectique que la plupart de ses décisions ne prennent pas force de loi. Il était en effet capable, selon le Talmud, de donner cent-cinquante raisons pour décréter un objet pur et autant pour le déclarer impur ; dès lors, il était souvent difficile de déterminer quel enseignement rapporté en son nom correspondait à sa véritable opinion.
Parmi les lois transmises en son nom,
- Qui donne une dot de moins de 200 zouz à une vierge et moins de 100 zouz à une veuve, c’est un rapport de prostitution[17]
- C’est un devoir que de réaliser les volontés du défunt[18]

Il a également formulé divers principes généraux dont haïshanin lamiouta (« il faut prendre en compte [l’opinion de] la minorité ») ou nitkal poshea hou (« s’il s’est cogné [contre un objet se trouvant dans un espace public], il est responsable [et non le propriétaire de l’objet en question] »).

### Aggada
Rabbi Meïr est également (et, selon certains[Qui ?], principalement) connu pour ses enseignements non-homilétiques.